# Улучай, Чагатай
Мустафа Чагатай Улучай (тур. Mustafa Çağatay Uluçay; 1907, Чанкыры — 4 августа 1970, Стамбул) — турецкий писатель, историк, исследователь и педагог. 

## Биография
Родился в 1907 году в Чанкыры. Его отец — Ариф-ага, а мать — Хатидже-ханым. Улучай окончил Измирскую учительскую школу, а затем в 1933 году Анкарский Институт образования Гази. В 1933 году он был назначен в Бурдурскую среднюю школу учителем истории и географии и начал преподавать. Он работал учителем истории и географии в двух школах Манисы в период с 1935 по 1947 год. Улучай был назначен учителем истории в Балыкесирский образовательный институт Неджати-бея и в том же году был отправлен в Англию Министерством национального образования. В период с 1949 по 1951 год ему было поручено рассортировать архив дворца-музея Топкапы, и он опубликовал множество новых документов, с которыми там столкнулся.
Умер в 1970 году в Стамбуле.